# 東風輪敬久
東風輪 敬久（こちわ のりひさ）は、日本のゲームクリエイター。

## 来歴

### 幼少期～アイデアファクトリー入社
子どものころから絵を描くことが好きで、その延長で物を作ることが好きだった。
その一方、スポーツを苦手としていたものの、サッカーは好きだった。
ゲームにも親しみがあり、F1好きの父親と『F1レース』を楽しんだほか、『マリオブラザーズ』も遊んだ。
10代前半の頃、親の購入したPC-8801を通じてパソコンゲームに親しみ、『ザナドゥ』や『ロマンシア』、『ウィザードリィ』といったファンタジーRPGを楽しんだ。
高校時代はゲームから距離を置き、バンド活動などをする傍ら絵を描き続けていた。
絵が好きだったことからデザイン事務所に就職したものの、仕事に物足りなさを感じ、デザイン事務所を辞める。
その後はゲームセンターでアルバイトをしていたが、ある日偶然見た初代PlayStationのテレビCMに惹かれ、ゲーム業界への就職を考え始める。
奇抜な作品を作りたいという思いから、『厄 友情談疑』を製作したアイデアファクトリーにデザイナーとして入社した。

### アイデアファクトリー/コンパイルハート
アイデアファクトリーでの初めての仕事は『厄痛 呪いのゲーム』のパッケージデザインであり、プロデューサーになった後もロゴなどのデザインを手掛けた。
また、『新天魔界 ジェネレーション オブ カオスV』までの公式Webのデザインも手掛けていた。
コンパイルハートへ異動してPlayStation 3用ゲームの開発が始まった際、桑名真吾や佐藤嘉晃をはじめとするプロデューサーたちからゲーム制作を通じてプロデュースの方法を学んだ。
2017年10月1日、コンパイルハートの取締役社長に就任したが、2020年9月末を以て同職を退任、コンパイルハートから退社した。

## 主な作品タイトル
- 神代學園幻光録 クル・ヌ・ギ・ア
- アガレスト戦記
- 超次元ゲイム ネプテューヌ
- 圧倒的遊戯 ムゲンソウルズ
- フェアリーフェンサーエフ